# Yu Genwei
Yu Genwei (于根伟S, Yú GēnwěiP; Tientsin, 7 gennaio 1974) è un allenatore di calcio, dirigente sportivo ed ex calciatore cinese, di ruolo attaccante, attuale direttore generale e tecnico del Tianjin Jinmen Hu.

## Carriera

### Club
Ha giocato tutta la sua carriera, dal 1994 al 2005, solo con la maglia del Tianjin Teda, realizzando 85 reti in 212 partite.

### Nazionale
Ha rappresentato la Nazionale cinese dal 1997 al 2002.